# Stridsgissel
- Övre vänster: Renässansperiodisk stridsmanual över stridsslagor.
- Övre höger: Olika samtida närstridsvapen i Olaus Magnus Historia om de nordiska folken (1555), däri två stridsgissel/stridsslagor, en med spikboll och en med spikträ.
- Undre vänster: Teckning från 1450 av en riddare med stridsgissel.
- Undre höger: 1600-talsteckning av bönder under uppror där mannen i mitten svingar en slaga som vapen.

Stridsgissel och stridsslaga är två liknande och stundom synonyma, ursprungligen medeltida, vapen som i grunden utgörs av en stång av varierande längd med en viss längd kedja längst ut som sammanlänkar en stridsklubba eller spikkula. De åtskiljs från varann av att stridsgisslet är enhandat likt ett gissel (en slags piska) medan stridsslagan är ett stångvapen och bygger på jordbruksredskapet slaga, i ursprunglig form ett improviserat allmogevapen vid behov såsom uppror eller hemvärn som enkelt kunde förses med spikar i änden och kunde hanteras av gemene man. Begreppen är moderna; vedertagna historiska begrepp saknas.

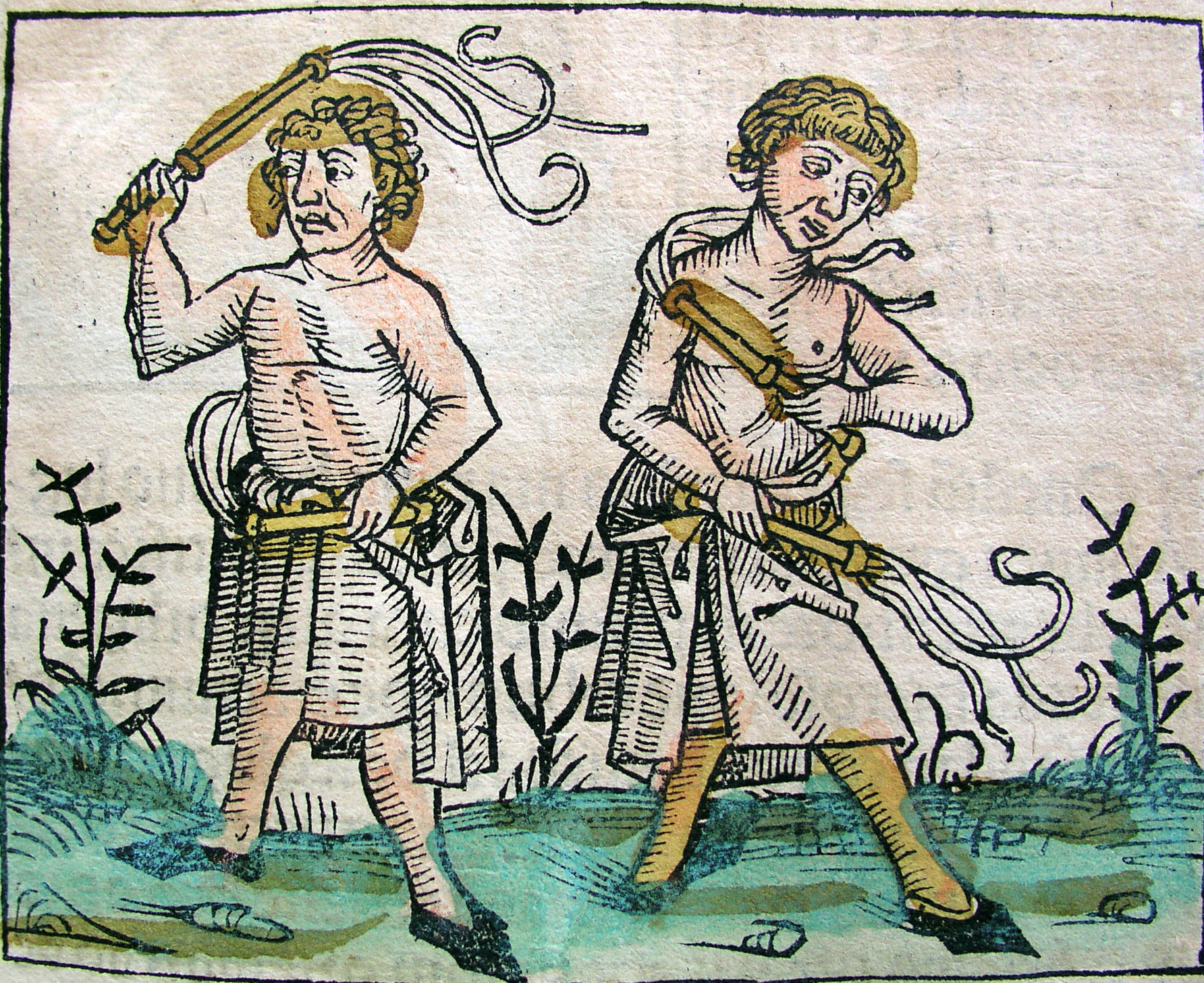
Vanliga gissel
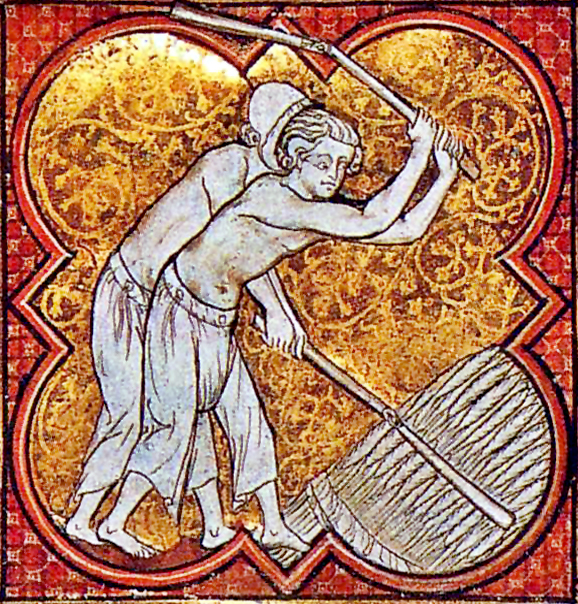
Vanliga slagor

Skaftlängden kunde variera och de långa skaften kunde vara upp till 2,5 meter medan det kortskaftade stridsgisslet var cirka 20–30 centimeter långt. Även kedjans längd kunde variera. För lång kedja eller för högt handgrepp gör att användaren kan träffa sig själv på fingrarna.
Både stridsgissel och stridsslaga finns avbildade i konst, bland annat har Olaus Magnus en bild av sådana i sin Historia om de nordiska folken. Däremot finns inga historiska stridsgissel med kort skaft bevarade, exemplar på museum är repliker från sjuttonhundratalet eller senare. Undantag är möjligen efterkonstruktioner under första världskriget som del av improviserade närstridstaktiker i skyttegravskriget på västfronten.
Stridsgissel kallas ibland omväxlande för spikklubba eller morgonstjärna eftersom dess slaghuvud liknar deras.